# Снайдер (Оклахома)
Снайдер (англ. Snyder) — місто (англ. town) в США, в окрузі Кайова штату Оклахома. Населення — 1301 особа (2020).

## Географія
Снайдер розташований за координатами 34°39′19″ пн. ш. 98°57′12″ зх. д. / 34.65528° пн. ш. 98.95333° зх. д. (34.655253, -98.953302).  За даними Бюро перепису населення США в 2010 році місто мало площу 3,29 км², уся площа — суходіл.

## Демографія
Згідно з переписом 2010 року, у місті мешкали 1394 особи в 563 домогосподарствах у складі 364 родин. Густота населення становила 424 особи/км².  Було 687 помешкань (209/км²).
Расовий склад населення:
| - 79,1 % — білих - 6,2 % — чорних або афроамериканців - 2,7 % — корінних американців - 0,1 % — вихідців з тихоокеанських островів - 0,1 % — азіатів - 6,9 % — осіб інших рас |

До двох чи більше рас належало 5,0 %. Частка іспаномовних становила 12,3 % від усіх жителів.
За віковим діапазоном населення розподілялося таким чином: 25,9 % — особи молодші 18 років, 55,2 % — особи у віці 18—64 років, 18,9 % — особи у віці 65 років та старші. Медіана віку мешканця становила 39,8 року. На 100 осіб жіночої статі у місті припадало 96,6 чоловіків;  на 100 жінок у віці від 18 років та старших — 96,4 чоловіків також старших 18 років.
Середній дохід на одне домашнє господарство  становив 43 819 доларів США (медіана — 35 884), а середній дохід на одну сім'ю — 52 133 долари (медіана — 43 229). За межею бідності перебувало 20,3 % осіб, у тому числі 34,4 % дітей у віці до 18 років та 6,8 % осіб у віці 65 років та старших.
Цивільне працевлаштоване населення становило 625 осіб. Основні галузі зайнятості: освіта, охорона здоров'я та соціальна допомога — 29,8 %, сільське господарство, лісництво, риболовля — 15,2 %, роздрібна торгівля — 12,2 %.